# Contea di Lincoln (Wyoming)
La contea di Lincoln (in inglese Lincoln County) è una contea dello Stato del Wyoming, negli Stati Uniti. La popolazione al censimento del 2000 era di 14 573 abitanti. Il capoluogo di contea è Kemmerer.

## Geografia
La contea si trova nel sud-est dello Stato. La zona meridionale è prevalentemente desertica, mentre a nord si estendono le Rocky Mountains ricoperte di foreste, laghi e corsi d'acqua. Il confine con l'Idaho è costituito principalmente dal Wyoming Range.
Nella contea si trovano alcune aree protette nazionali, tra cui la foresta nazionale di Bridger-Teton e la foresta nazionale di Caribou-Targhee.

### Contee confinanti
- Contea di Teton - nord
- Contea di Sublette - nord-est
- Contea di Sweetwater - est
- Contea di Uinta - sud
- Contea di Rich (Utah) - sud-ovest
- Contea di Bear Lake (Idaho) - ovest
- Contea di Caribou (Idaho) - nord-ovest
- Contea di Bonneville (Idaho) - nord-ovest

## Storia
I primi abitanti della regione erano i Shoshone. La contea fu creata nel 1911 da una porzione della contea di Uinta. Deve il suo nome a Abraham Lincoln, sedicesimo presidente degli Stati Uniti.

## Comuni

### City
- Kemmerer (capoluogo)

### Towns
- Afton
- Alpine
- Cokeville
- Diamondville
- La Barge
- Opal
- Star Valley Ranch
- Thayne

### Census-designated places
- Alpine Northeast
- Alpine Northwest
- Auburn
- Bedford
- Etna
- Fairview
- Fontenelle
- Freedom
- Grover
- Nordic
- Oakley
- Osmond
- Smoot
- Taylor
- Turnerville